# خانه کارگرهودی
خانه کارگرهودی مربوط به اواخر دوره قاجار -اوایل دوره پهلوی است و در دزفول، محله قدیمی سیاهپوشان واقع شده و این اثر در تاریخ ۱۷ اسفند ۱۳۸۱ با شمارهٔ ثبت ۷۵۷۱ به‌عنوان یکی از آثار ملی ایران به ثبت رسیده است.